# Wefox
wefox ist ein Schweizer Versicherungsunternehmen, das 2015 als Fintech-Startup mit einer digitalen Plattform zur Verwaltung von Versicherungspolicen startete. Seit 2018 ist das Unternehmen auch selbst als Versicherer tätig.

## Geschichte
Das Unternehmen wurde 2015 unter der Marke FinanceFox von Julian Teicke, Dario Fazlic und Fabian Wesemann gegründet. Zwei Jahre nach dem Marktstart wurden über 100.000 Endkunden gezählt. 2017 folgten die Expansion von Deutschland und der Schweiz nach Österreich sowie der neue Name wefox. Ab 2018 vertrieb das Unternehmen unter der Marke One eigene Versicherungsleistungen. Als Rückversicherer fungiert die Munich Re. Nach einer weiteren Finanzierungsrunde wurde das Unternehmen 2019 erstmals mit über 1 Milliarde Euro bewertet und damit zu einem Einhorn. 2020 folgte die Übernahme des Schweizer Brokers SAM Versicherungen AG. 2021 wurde der Markenauftritt vereinheitlicht; die Sachversicherungen wurden nun ebenfalls unter dem Namen wefox angeboten. Im Juni 2021 sammelte Wefox in einer von Target Global angeführten Runde 650 Millionen US-Dollar bei einer Bewertung von 3 Milliarden US-Dollar ein. Im Kontext einer neuen Finanzierungsrunde im Jahr 2022 wurde Wefox mit 4,5 Milliarden US-Dollar bewertet.
Nachdem wefox mit ihrem in Liechtenstein angesiedelten Versicherer im Jahr 2023 wiederholt einen Verlust nach Steuern eingefahren hatte, verkaufte wefox seine Versicherungstochter wefox Insurance schließlich im Dezember 2024. Das Unternehmen hat den Verkauf von Policen in den Bereichen Kfz, Hausrat und Privathaftpflicht in Deutschland und der Schweiz 2023 eingestellt. In Italien bietet es keine Kfz-Policen mehr an. Im Juni 2024 beschloss die Hauptversammlung des Unternehmens, sich aus dem deutschen Markt zurückzuziehen. Den erst Ende 2021 übernommenen Assekuradeur Assona verkaufte wefox im Juli 2024 an die Maklergruppe Ecclesia.
Im Zuge der Krise und Neuausrichtung des Geschäftsbetriebs von wefox löste im September 2024 Joachim Müller den vorherigen CEO Mark Hartigan ab, der nun noch Präsident des Verwaltungsrats ist.

## Struktur
Das eigentliche Versicherungsgeschäft war unter der Wefox Insurance AG (vormals ONE Versicherung AG) mit Hauptsitz in Vaduz (Liechtenstein) organisiert. Diese wurde zu 90 % durch die Wefox Holding FL gehalten, welche wiederum durch die Wefox Holding AG gehalten wurde.
Obwohl der rechtliche Sitz in Liechtenstein registriert ist, befindet sich der operative Hauptsitz in der Nähe des Potsdamer Platzes in Berlin.

## Kritik
Medienberichten zufolge sind die Gewinne von wefox deutlich geringer als gegenüber Investoren und Öffentlichkeit zuvor angekündigt. Die gesamte Wefox-Gruppe soll 2023 einen Verlust nach Steuern von 141 Mio. Euro verbucht haben, nach 125 Mio. Euro im Vorjahr. Im Zuge einer 2024 notwendig gewordenen weiteren Finanzierungsrunde kommt wefox noch auf eine Bewertung von 500 Mio. Euro, was einer Abwertung um knapp 90 % gegenüber der zuletzt kommunizierten Bewertung von 4,5 Mrd. Euro aus dem Sommer 2022 entspricht.
Zudem gebe es Problem bei der Integration der akquirierten Versicherungsbetriebe. Anfang 2024 trat Gründer Julian Teicke als CEO zurück. Mitte 2024 wurde bekannt, dass die Zerschlagung der Firma droht.